# Lactarius mordax
Lactarius mordax é um fungo que pertence ao gênero de cogumelos Lactarius na ordem Russulales. Encontrado na América do Norte, foi descrito cientificamente por Harry D. Thiers em 1957.